# Monolepta nojiriensis
Monolepta nojiriensis is een keversoort uit de familie bladkevers (Chrysomelidae). De wetenschappelijke naam van de soort werd in 1963 gepubliceerd door Takehiko Nakane.